# فینال جام باشگاه‌های آسیا ۹۸–۱۹۹۷
فینال جام باشگاه‌های آسیا ۹۸–۱۹۹۷ مسابقه فینال هفدهمین دوره جام باشگاه‌های آسیا بود که در ۵ آوریل ۱۹۹۸ برگزار شد. در این دیدار پوهانگ استیلرز با برتری برابر دالیان واندا به مقام قهرمانی دست یافت.

## مسابقه
| پوهانگ استیلرز | ۰–۰ (و. ا، ۶–۵ پ) | دالیان واندا |
| -------------- | ----------------- | ------------ |
|                |                   |              |